# Thermochoria
Genre
Thermochoria est un genre de la famille des libellulidae appartenant au sous-ordre des anisoptères dans l'ordre des odonates. Il comprend deux espèces.

## Espèces du genre
- Thermochoria equivocata Kirby, 1889
- Thermochoria jeanneli (Martin, 1915)